# Maximiliaan van Saksen (1870-1951)

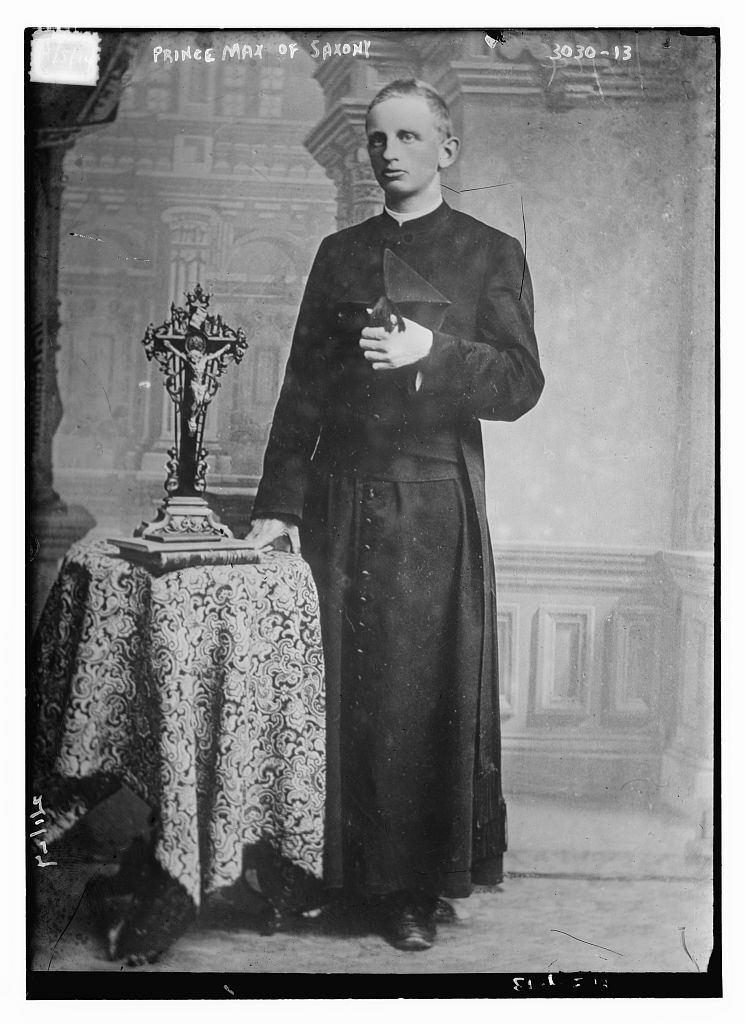
Maximiliaan van Saksen

Maximiliaan Willem August Albert Karel Gregorius Odo van Saksen (Dresden, 17 november 1870 - Fribourg, 12 januari 1951) was een Saksische prins uit het Huis Wettin en een geestelijke van de Rooms-Katholieke Kerk.
Hij was het zevende kind van koning George van Saksen en Maria Anna van Portugal. Aanvankelijk ging hij, samen met zijn oudere broer Johan George, rechten studeren in Freiburg im Breisgau, maar al snel volgde hij, tegen de zin van zijn familie, zijn religieuze roeping. Hij werd in 1896 priester gewijd, deed afstand van zijn – zij het verre – rechten op de Saksische troon en zag verder af van zijn apanage.
In 1899 promoveerde hij aan de Universiteit van Würzburg in de theologie. Een jaar later werd hij benoemd tot hoogleraar in het canoniek recht aan de Universiteit van Fribourg. Hij maakte intensieve studie van de (liturgie van) de oosterse kerken en deed in 1910 opmerkelijke voorstellen voor de oecumene van de oosterse kerken en de Katholieke Kerk. Hiervoor werd hij door paus Pius X, die in zijn voorstellen tekenen zag van het door hem verfoeide modernisme, op het matje geroepen. In 1912 verliet hij Fribourg om te gaan doceren aan het seminarie van Keulen. Tijdens de Eerste Wereldoorlog diende hij als aalmoezenier in het Duitse leger.
Na de oorlog vestigde hij zich op het slot van de Saksen (Sybillenort), vanwaaruit hij zich bezighield met pastoraal werk. In 1921 keerde hij terug naar de universiteit van Fribourg, waar hij nu oosterse taal- en letterkunde doceerde. In 1941 werd hij door het Vaticaan gerehabliteerd, maar hij wees een benoeming tot Ereprelaat van Zijne Heiligheid af. Hij overleed in 1951 en werd begraven in Bourguillon, een deelgemeente van Fribourg.

## Werk
- Verteidigung der Moraltheologie des Hl. Alphonsus von Liguori gegen die Angriffe Robert Grassmanns, 1899
- Praelectiones de liturgiis orientalibus, 2 delen, 1903/04
- Übersetzungen orientalischer (syrischmaronitisch, chaldäisch, griechisch, armenisch und syrisch-antiochenisch) Messriten ins Lateinische, 1907/08; Übersetzung des griechischen Offiziums vom Karsamstag (Epitaphia) ins Französische, 1907
- Vorlesungen über die orientalische Kirchenfrage, 1907
- Die orientalische Kirchenfrage, 1906, Die russische Kirche, (1907), Das christliche Konstantinopel (1908)
- Pensees sur l’union des Eglises, (omstreden) artikel in het „Roma e l’Oriente“, November 1910
- Des Heiligen Johannes Chrysostomus Homilien über das Evangelium des Hl. Matthäus, 2 delen, 1910
- Des Heiligen Johannes Chrysostomus Homilien über das erste Buch Mosis, 2 delen, 1913/14
- Erklärung der Psalmen und Cantica in ihrer liturgischen Verwendung, 1914
- Das christliche Hellas, 1918, Nerses von Lampron, Erklärung der Sprichwörter Salomos, 3 Bände, 1919/2626, Nerses von Lampron, Erklärung des Versammlers, 1929, Der heilige Theodor, Achimandrit von Studion, 1929
- Ratschläge und Mahnungen zum Volks- und Menschheitswohle, 1921
- Officium de Pace, 1938
- Curriculum vitae, 1942 (autobiografisch manuscript)